# Ramona Via i Pros
Ramona Via i Pros (Vilafranca del Penedès, 5 d'octubre de 1922 - Girona, 28 de febrer de 1992) fou una escriptora i llevadora catalana.

## Biografia
Tot i ser vilafranquina de naixement, l'any 1925, amb només tres anys va traslladar-se amb la seva família al Prat de Llobregat per motius laborals, on passà tota la seva infantesa. El seu pare, Jaume Via Flos, era boter i la seva mare, Teresa Pros i Mas, sastressa. La Ramona va tenir dues germanes grans, Lola, nascuda el 1918, i Carmeta, nascuda el 1920.
Ramona Via va començar a escriure de molt jove; deia que li servia d'exercici per practicar el català i fixar el record de tot el que li passava: «En aquells anys de guerra, a casa no em deixaven que escrigués, jo aprofitava el que podia, per exemple el paper de les paperines de fideus, i ho amagava sota el matalàs.»
Als 14 anys la família decideix enviar-la a la casa d'uns oncles a les Cabanyes (Alt Penedès). Quan arriba la Guerra Civil es troba estudiant a l'institut de Vilafranca.
El 1938 el Molí d'en Rovira es convertí en improvisat hospital de sang per als soldats que arribaven del front i això feu que les alumnes dels últims cursos de l'institut rebessin un curs accelerat per atendre aquell servei. D'aquesta manera, Ramona Via, només amb 14 anys, va ser admesa als exàmens d'infermera. Primer va estudiar d'infermera, i després de llevadora (estudis acabats el 1944) i de practicant.
Mentre rebia la formació d'infermera va començar a escriure, en uns quaderns escolars plens de taques de tinta i dibuixos de ninots, el que més endavant es convertiria en Nit de Reis (Diari d'una infermera de 14 anys), un dietari autobiogràfic que va de l'1 de setembre de 1938 al 6 de juny de 1939. Nit de Reis va ser publicat el 1966 per l'editorial «Club dels novel·listes» que dirigia Joan Sales, editor també, entre d'altres, de Mercè Rodoreda. Després s'ha reeditat en diverses ocasions, la darrera l'any 2006, essent el llibre local més venut al Sant Jordi 2006 de Vilafranca.
Es casà amb en Lluís Martínez i tingué dos fills, Lluís i Maria Teresa. Va exercir de llevadora i de professora de català (i de mestressa de casa). De fet, Ramona Via va ser la primera professora de català al Prat, que ensenyava sobretot a immigrants pertanyents a l'aleshores incipient 'Cooperativa obrera de viviendas'.
També va ser col·laboradora habitual en mitjans de comunicació i en revistes científiques i culturals com Vida Nova, Prat, El Pont, Cavall Fort, En Patufet, Serra d'Or, el Periòdic Delta del Prat de Llobregat o la revista Casal de Vilafranca.
L'any 1972 la prestigiosa col·lecció «El Pi de les Tres Branques», de Club Editor, que també dirigia Joan Sales, va publicar Com neixen els catalans, una obra que recull l'experiència de Ramona Via com a llevadora al Prat des de l'any que assisteix al primer part, el 1945, i fins a 1972.
Ella mateixa ens explica quins són els temes de la seva obra: «Les coses que jo escric —narracions, poesies, contes, novel·les curtes— són reflex fidel de coses viscudes, sigui personalment o bé observades de ben a la vora. Les que més m'han impressionat.»
L'any 1974 va guanyar la Flor Natural als Jocs Florals de la Ginesta d'Or, a Perpinyà. També va ser guardonada com a Mestra en Gai Saber.
Ramona Via va morir el 28 de febrer de 1992 als 69 anys a l'Hospital de Girona. Posteriorment, l'any 1994 se la nomenà Filla Adoptiva del Prat de Llobregat a títol pòstum. Un dels Centres d'Atenció Primària del Prat de Llobregat porta el seu nom. Igualment, el mateix any, l'Ajuntament de Vilafranca li dedicà una plaça, per haver-hi nascut i per l'estreta relació amb la seva premsa i vida social.